# Nitocrella paceae
Nitocrella paceae is een eenoogkreeftjessoort uit de familie van de Ameiridae. De wetenschappelijke naam van de soort is voor het eerst geldig gepubliceerd in 1980 door Pesce.